# Wanda Gosławska
Wanda Anna Gosławska z d. Mankin (ur. 26 maja 1922 w Warszawie, zm. 17 listopada 2020 w Otwocku) – polska artystka plastyk, ceramiczka i rzeźbiarka. Autorka licznych prac z zakresu plastyki dekoracyjnej, związana m.in. z Cepelią i warszawskim okręgiem ZPAP, żona Józefa Gosławskiego, rzeźbiarza i medaliera.

## Życiorys

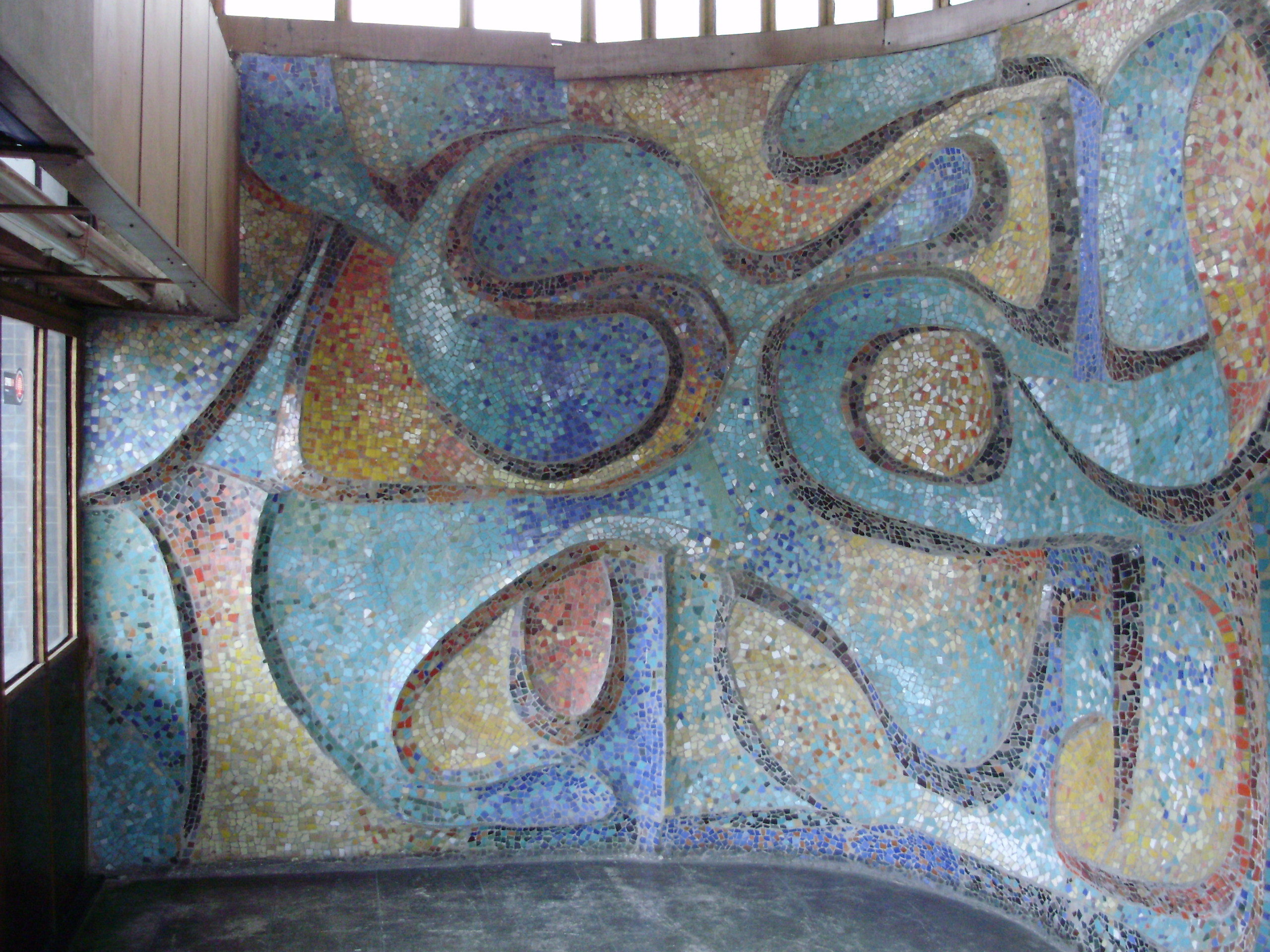
Mozaika w gmachu dawnego Kombinatu Dźwigów Osobowych przy ul. Postępu 12 w Warszawie (pierwotna lokalizacja pracy)

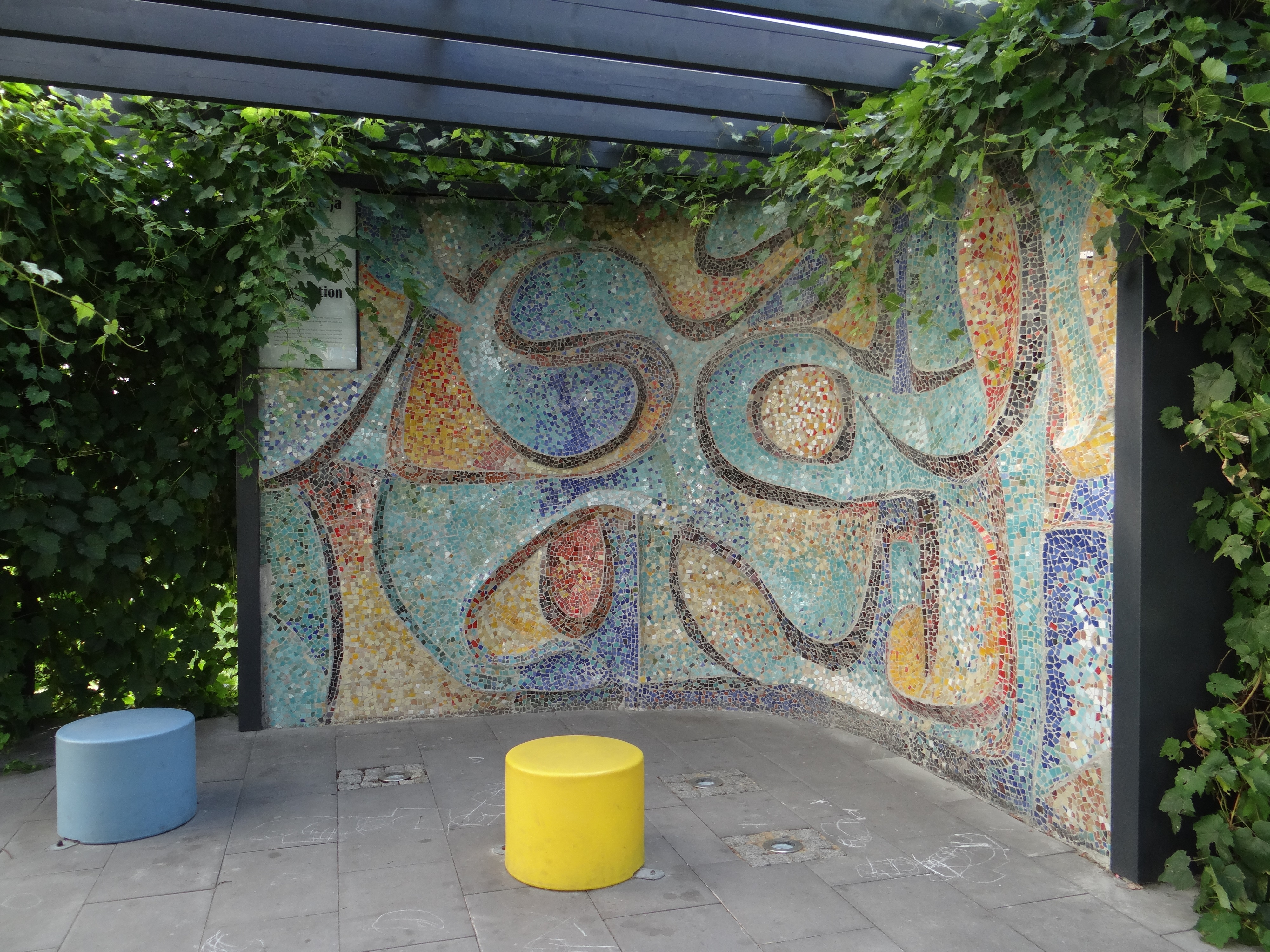
Mozaika przy ul. Postępu w Warszawie po zburzeniu gmachu KDO i przeniesieniu pracy na nowe osiedle mieszkaniowe

Córka Stefana i Marii. Urodziła się w Warszawie, a dzieciństwo spędziła w Kaliszu. Podczas II wojny światowej w latach 1942−1943 przebywała na robotach przymusowych zakładach Fallschrim Werke w III Rzeszy. W latach 1946–1950 była studentką PWSSP w Poznaniu. We wrześniu 1948 wyszła za mąż za Józefa Gosławskiego, z którym miała dwie córki – Bożenę Stefanię i Marię Annę.
Pracowała m.in. jako: scenograf w Teatrze im. Wojciecha Bogusławskiego w Kaliszu, kierownik artystyczny Spółdzielni „Kwiatogal”, członkini Komisji Rzeczoznawców Spółdzielni „Cepelia” oraz starszy inspektor nadzoru artystycznego w Cepelii (1966–1969).
W 1952 wraz z Józefem i Stanisławem Gosławskimi uczestniczyła w realizacji rzeźby Muzyka na warszawskiej MDM. W 1961 brała udział w pracach nad projektem i realizacją wnętrza sklepu Jablonex przy ul. Żurawiej w Warszawie. W 1963 wykonała mozaikę ścienną dla sklepu Jubiler przy Rondzie Waszyngtona na Saskiej Kępie. Zrealizowała również cykl obrazów ceramicznych dla hotelu Merkury w Poznaniu (1966). Projektantka znaku graficznego, którym posługuje się Towarzystwo Przyjaciół Wąwolnicy. Na warszawskim Służewcu przy ul. Postępu 12 w gmachu dawnego Kombinatu Dźwigów Osobowych znajduje się wykonana przez nią mozaika. W 2016 przedstawicielka właściciela budynku zapowiedziała przeniesienie mozaiki do holu jednego z nowych gmachów planowanych na terenie dawnej fabryki wind. Ostatecznie mozaika została umieszczona i wyeksponowana w specjalnym pawilonie w sąsiedztwie nowych budynków. Do połowy 2016 roku dwie mozaiki autorstwa artystki zdobiły także elewację budynku, jednak zostały zniszczone podczas jego rozbiórki.
Wanda Gosławska jest projektantką medali, m.in. W stulecie urodzin Marii Skłodowskiej Curie (1967), XX lecie Muzeum Regionalnego w Puławach (1969) oraz Henryk Wieniawski (1970).
W katalogach monet okresu PRL jej nazwisko jako projektantki występuje przy próbie kolekcjonerskiej 10-złotówki VII wieków Warszawy z syreną, wybitej w nakładzie 30 120 sztuk w miedzioniklu z datą 1965. Istnieje również wersja niklowa tej monety.
Zmarła 17 listopada 2020 w Otwocku. Pochowana na Starych Powązkach w Warszawie (kwatera 99).

## Wystawy

### Wspólne z Józefem Gosławskim
| Rok  | Miasto        | Wystawa                               | Placówka                 | Liczba prac |
| ---- | ------------- | ------------------------------------- | ------------------------ | ----------- |
| 2024 | Żelazowa Wola | Wanda i Józef Gosławscy. Sztuka życia | Muzeum Fryderyka Chopina | ?           |

### Udział w wybranych wystawach zbiorowych

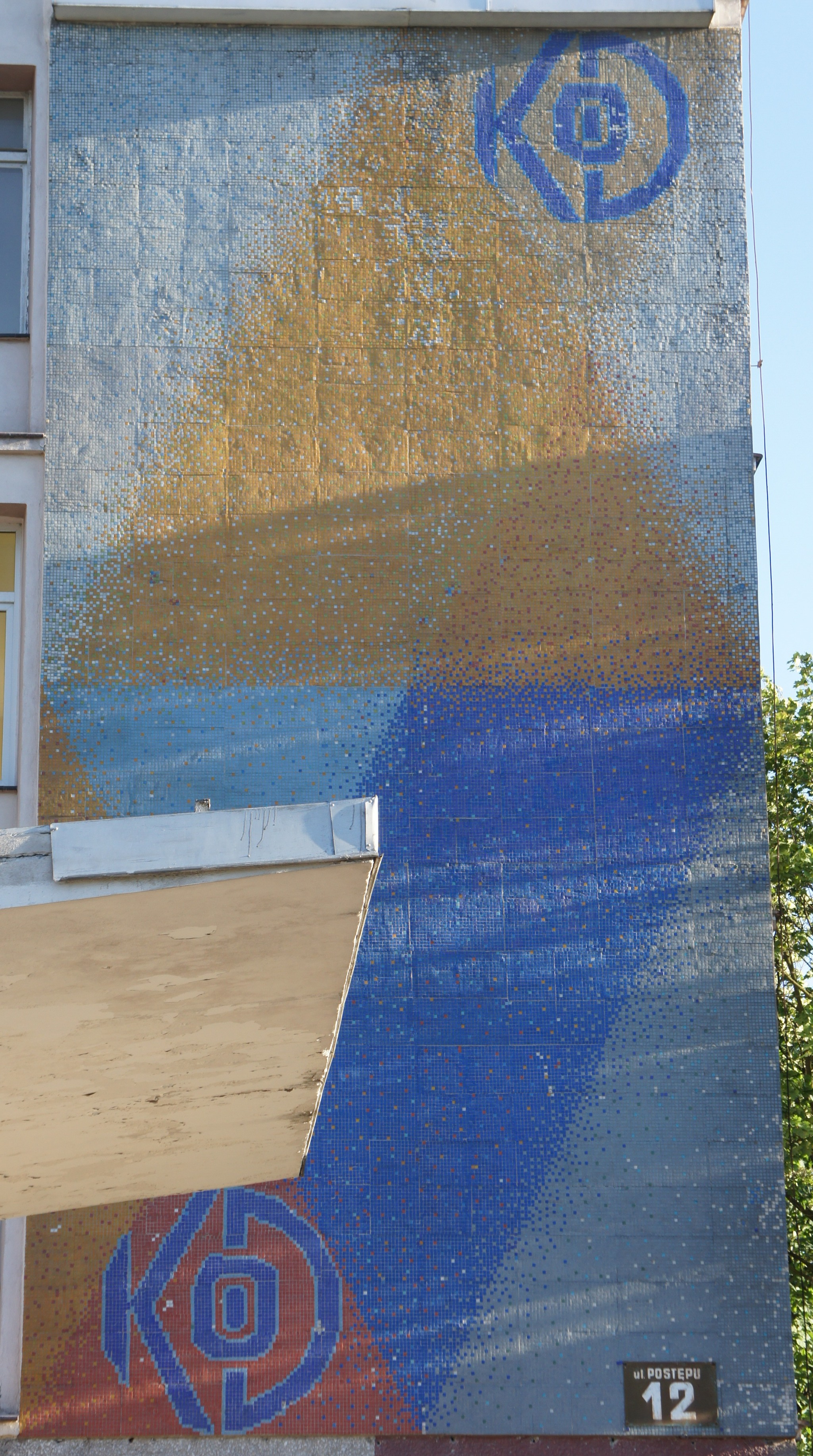
Witromozaika, która do 2016 zdobiła gmach przy ul. Postępu 12 Warszawie

| Rok        | Miasto   | Wystawa                                                      |
| ---------- | -------- | ------------------------------------------------------------ |
| 1952       | Poznań   | Wystawa Okręgu Poznańskiego ZPAP                             |
| 1961       | Warszawa | Rzeźba w XV-lecie PRL                                        |
| 1962, 1963 | Praga    | III, IV Międzynarodowa Wystawa Ceramiki Artystycznej         |
| 1963       | Warszawa | Warszawa w sztuce                                            |
| 1963       | Warszawa | Sztuka użytkowa w XV-lecie PRL                               |
| 1964       | Warszawa | Ogólnopolska Wystawa Tkaniny, Ceramiki i Szkła Artystycznego |
| 1966       | Wrocław  | Sztuka medalierska w PRL 1945–65                             |
| 1969       | Wrocław  | XXV-lecie PRL – Ceramika i Szkło                             |
| 2016       | Warszawa | Artyści Saskiej Kępy                                         |
| 2018       | Warszawa | O ginących pracowniach                                       |

## Nagrody i wyróżnienia
- 1959 – II nagroda w konkursie na Pomnik Żołnierzy I Armii WP[a]
- 1962 – wyróżnienie I stopnia w konkursie na Pomnik Bolesława Prusa[a]
- 1963 – nagroda za medal VII wieków Warszawy[b]
- 1979 – Odznaka Honorowa Miasta Kalisza[19]